# Bergkirche Oybin

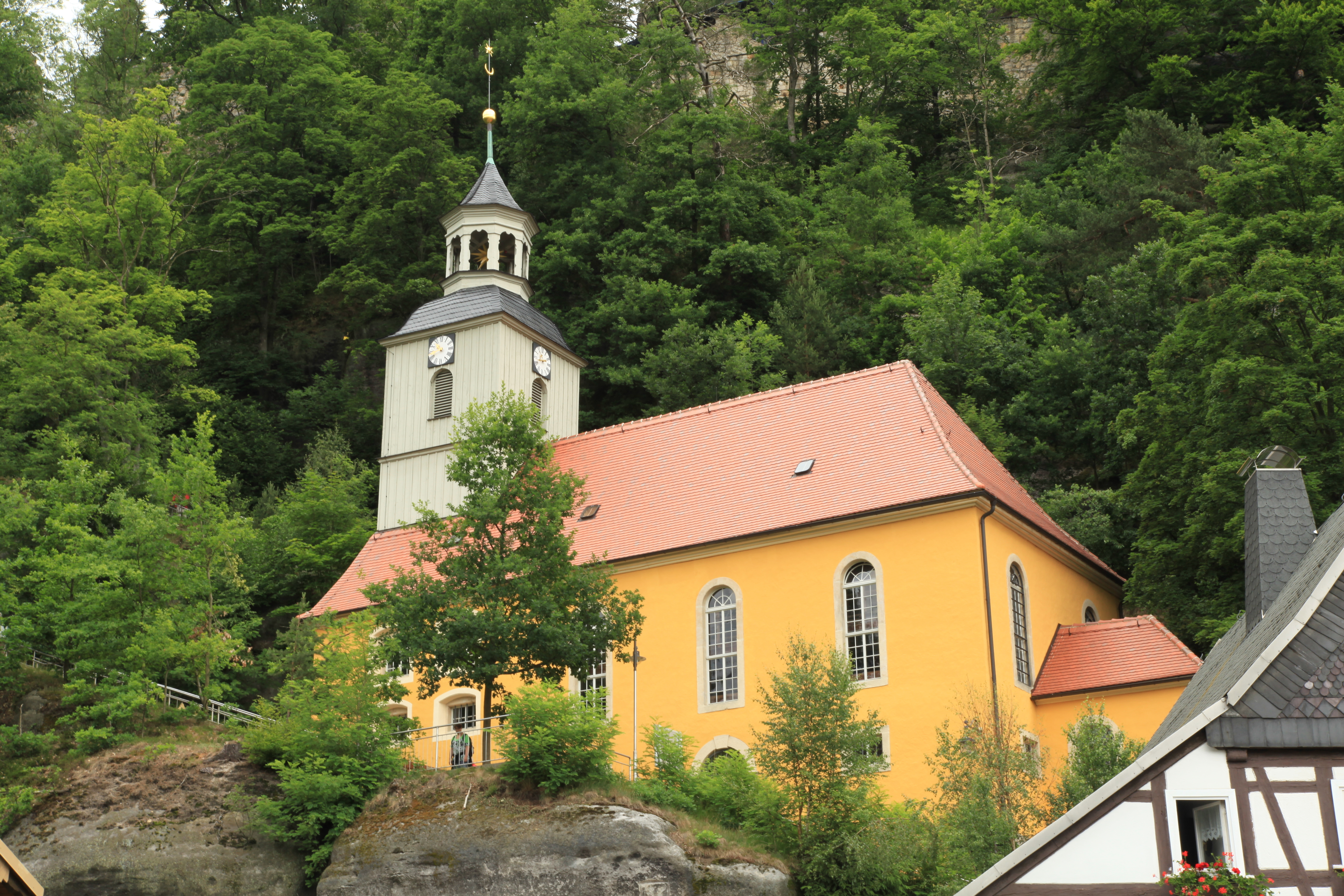
Bergkirche Oybin

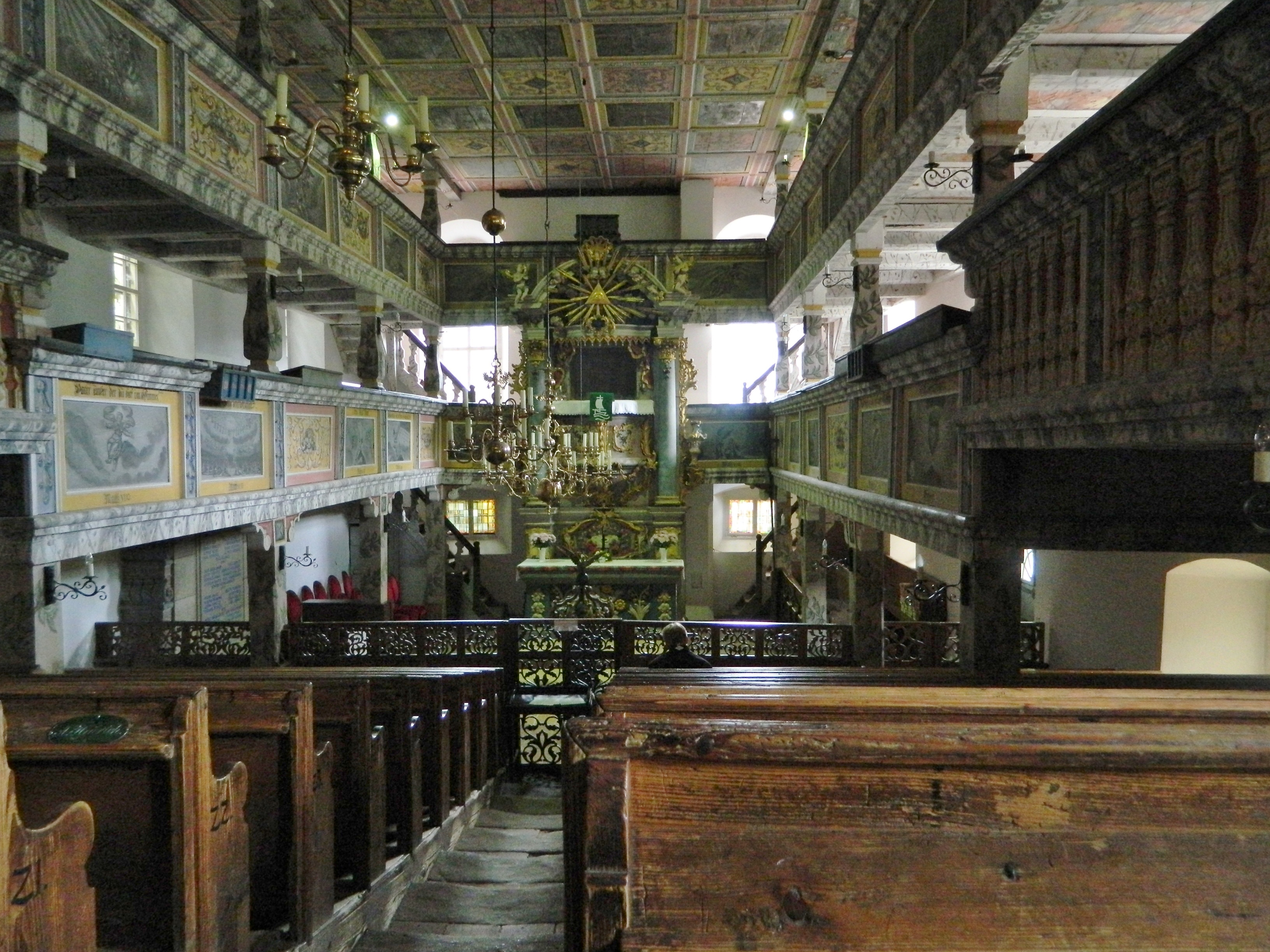
Innenansicht

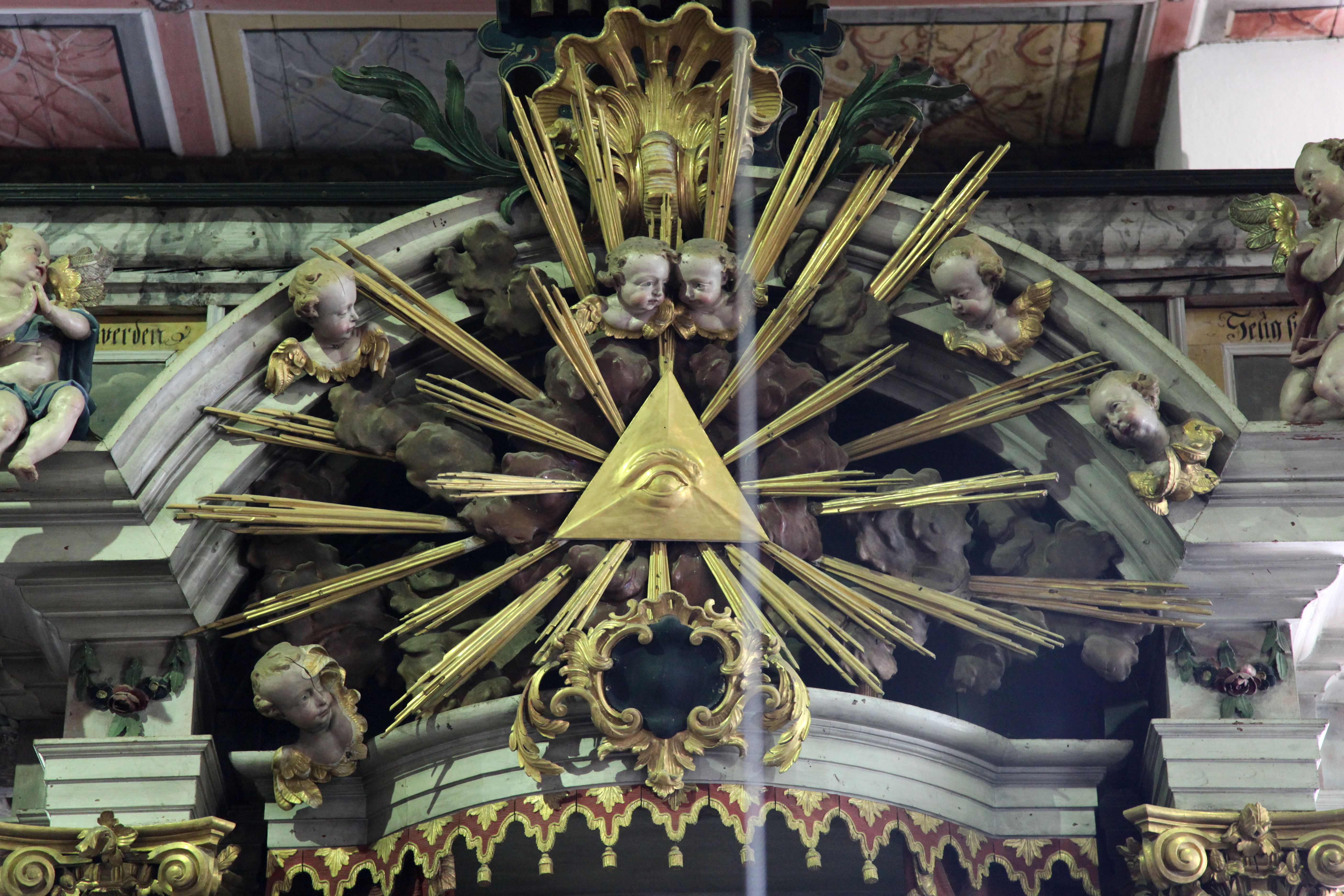
Altardetail

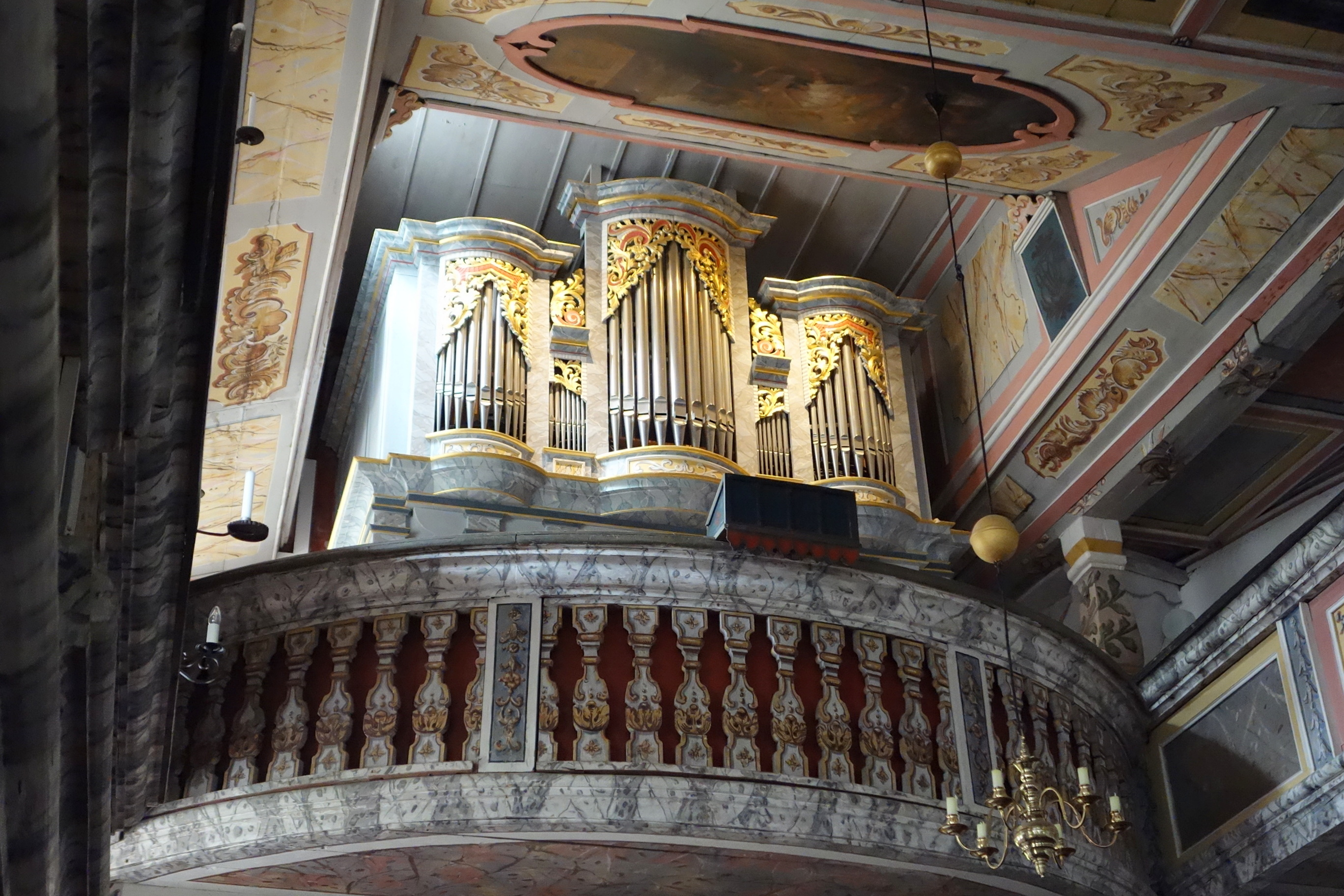
Orgel

Die evangelische Bergkirche ist die Pfarrkirche (daher genauer: Dorfkirche) des Kernortes Oybin in der Gemeinde Oybin im Landkreis Görlitz in Sachsen. Architektonisch ist sie eine dreischiffige barocke Emporenhalle. Sie gehört zur Evangelisch-lutherischen Kirchgemeinde Zittauer Gebirge-Olbersdorf im Evangelisch-lutherischen Kirchenbezirk Löbau-Zittau der Evangelisch-Lutherischen Landeskirche Sachsens.

## Geschichte und Architektur
Die am Fuße des Berges Oybin gelegene Kapelle wurde von Johann Georg Scholze 1708–1709 als Bethaus mit Empore erbaut. Sie wurde jedoch nur für Taufen, Trauungen und Trauerfeiern genutzt – die Gemeinde besuchte der Gottesdienste in der Kirche in Lückendorf. 1712 erhielt das Bethaus einen Altar und eine Kanzel. 1718 wurde der Fußboden gepflastert und 1723 entstanden die meisten Deckenmalereien.
In den Jahren 1732–1734 wurde das Bethaus zur Kirche erweitert. Der Bau wurde nach Westen um zwei Fensterachsen erweitert und ein hölzerner eingezogener Turm mit Haube und Laterne errichtet. Es entstanden eine weitere Empore und eine Orgelempore. Die Holzarbeiten wurden von Andreas Kühnel aus Zittau geschaffen. Die vier Zentner schwere Glocke wurde mit einem Pferdefuhrwerk aus Dresden geholt.
Die erste Orgel wurde 1754 von Johann Gottlieb Tamitius aus Zittau eingebaut. Sie war 1719 von Tamitius für die Kirche in Wittgendorf bei Zittau geschaffen worden und wurde nach Abriss und Neubau der dortigen Kirche nach Oybin umgesetzt.
Der Grundriss ist unregelmäßig, weil die nordwestliche Ecke vom Felsen gebildet wird; das Bauwerk wird durch ein abgewalmtes Dach gedeckt. Der Erweiterungsbau ist an seinen größeren, rundbogigen Fenstern erkennbar. An der Ostseite ist die Sakristei angebaut. Das Bauwerk wurde 2008 mit Unterstützung durch die Deutsche Stiftung Denkmalschutz restauriert.

## Kirchenraum
Die flachgedeckte Hallenkirche mit drei- bis vierseitig umlaufenden Emporen in zwei Etagen ist durch die Bemalung der zweigeschossigen Holzemporen und die Holzkassettendecke geprägt, welche in den Jahren 1723 und 1737 durch Christian Schmied ausgeführt wurde. 
Die obere Empore setzt sich auch über dem Kanzelaltar fort, die untere ist dort beidseits neben der Kanzel nur aufgemalt. Unter der Orgel, am entgegengesetzten Ende des Raums ist die untere Empore konvex vorgeschoben. Die obere Empore ist hier für die Orgel unterbrochen. Barock gebauchte Holzstützen tragen die Emporen und über der oberen Empore die nur in Längsrichtung verlaufenden Unterzüge der Decke, die die Dreischiffigkeit der Kirche nur leicht betonen.
Die Grisaillemalereien der unteren Empore ist mit Darstellungen zum Vaterunser, diejenigen an der oberen zu den Seligpreisungen und dazwischen liegenden gemalten Gehängen gestaltet. Vom selben Maler stammen auch die biblischen Darstellungen an den Deckenfeldern, welche von Westen nach Osten christliche Emblemata, den Sündenfall, die Erlösung, das Jüngste Gericht und Gottvater zeigen. Zwischen den Tafeln sind florale Ornamente gemalt.
Der ursprüngliche Altar von 1712 wurde 1773 durch einen Kanzelaltar ersetzt, der vom Bildschnitzer Max aus Bürgstein und den Maler Cuno aus Zittau geschaffen wurde. Zwischen einem Säulenaufbau mit seitlichen Schleierbrettern befindet sich über dem hohen Sockel ein bauchiger, floral ornamentierter Kanzelkorb. Über den vorspringenden Säulen ist ein Segmentgiebel mit Strahlenglorie angeordnet. Unter der Kanzel ist ein Relief mit einer Abendmahlsdarstellung angebracht. Zeitgleich mit dem Einbau des neuen Kanzelaltars wurde die untere Empore mit dem Vaterunser und die obere Empore mit den Seligpreisungen bemalt.
Die achteckige Taufe mit Holzdeckel vom Anfang des 18. Jahrhunderts wurde 1754 wegen des Abrisses und Neubaus der dortigen Kirche aus Wittgendorf übernommen. 1770 wurden die Kronleuchter gestiftet.
Während des Zweiten Weltkriegs wurde eine der drei Glocken entfernt und eingeschmolzen.
Von 1967 bis 1972 wurde das Innere der Kirche saniert. 1984 wurde das 250-jährige Jubiläum der Bergkirche begangen.
Die Orgel ist ein Werk der Firma Georg Schuster Orgelbau aus Zittau aus dem Jahr 1987 mit 18 Registern auf zwei Manualen und Pedal, das in dem barocken Gehäuse von Johann Gottlieb Tamitius aus dem Jahr 1754 untergebracht ist.
1997 wurde an den Bildern zum Vaterunser, den Seligpreisungen und einigen der Deckenbilder Konservierungsarbeiten vorgenommen. 2001 wurden die Kirchenfenster restauriert und von 2007 bis 2009 wurden der Glockenturm, das Dach, die Außenfassade und der Fußboden im Altarraum denkmalgerecht saniert. Die während des Zweiten Weltkriegs entfernte Glocke wurde in der Kunst- und Glockengießerei Lauchhammer neu gegossen und im Turm angebracht.
2011 wurde die Schuster-Orgel durch die Firma Wilhelm Rühle aus Moritzburg überarbeitet.